# Helenieae
Helenieae es una tribu de plantas con flores perteneciente a la subfamilia Asteroideae dentro de la familia de las asteráceas. Tiene los siguientes géneros.

## Géneros
- Amblyolepis - Baileya - Balduina - Gaillardia - Helenium - Hymenoxys -  Marshallia - Pelucha - Plateilema - Psathyrotes - Psilostrophe - Tetraneuris - Trichoptilium